# Leonardo Pulcini
Leonardo Pulcini (Roma, 25 giugno 1998) è un pilota automobilistico italiano, campione Euroformula Open nel 2016. Passato alle corse GT ha vinto nel 2021 il Lamborghini Super Trofeo Europe e nel 2022 l'International GT Open alla guida della Lamborghini Huracán GT3 Evo.
Dal dicembre del 2022 è pilota ufficiale della Lamborghini.

## Carriera

### Karting
Nel 2012 debutta nei kart, e già al primo anno vince molte gare e si aggiudica il Campionato Italiano Rok Cup Italia e il Mondiale Rok Cup International Final, nella categoria Junior Rok con il KGT Racing Team. Nello stesso anno partecipa al campionato italiano KF3 classificandosi settimo, mentre nell'anno successivo partecipa nuovamente al campionato italiano, classificandosi al secondo posto, ed a vari campionati europei e mondiali, classificandosi sempre nella Top 10.

### Formule minori
Nel 2014 partecipa al Campionato Italiano Formula 4 con il team Fortec Italia Motorsport, con cui conclude il campionato al quarto posto, dopo essere salito sul podio per ben 8 volte.
Nel corso dello stesso anno avviene il suo esordio nel campionato Euroformula Open con la scuderia DAV Racing sul Circuito di Catalogna, dove si classifica settimo in gara 1 ed ottavo in Gara 2, conquistando un totale di 14 punti.
Nel 2015 sempre con la scuderia DAV Racing partecipa al campionato Euroformula Open, dove si classifica al nono posto con 91 punti, conquistando una vittoria e 2 podi. Nel corso dello stesso anno partecipa anche ad una tappa del campionato Auto GP, concludendo le due gare in quarta e seconda posizione.
Nella stagione 2016 avviene il passaggio alla Campos Racing con cui conclude il campionato con la vittoria del titolo Euroformula Open, grazie a 7 vittorie e 13 podi, un record mondiale nella categoria.

### GP3 Series e Formula 3

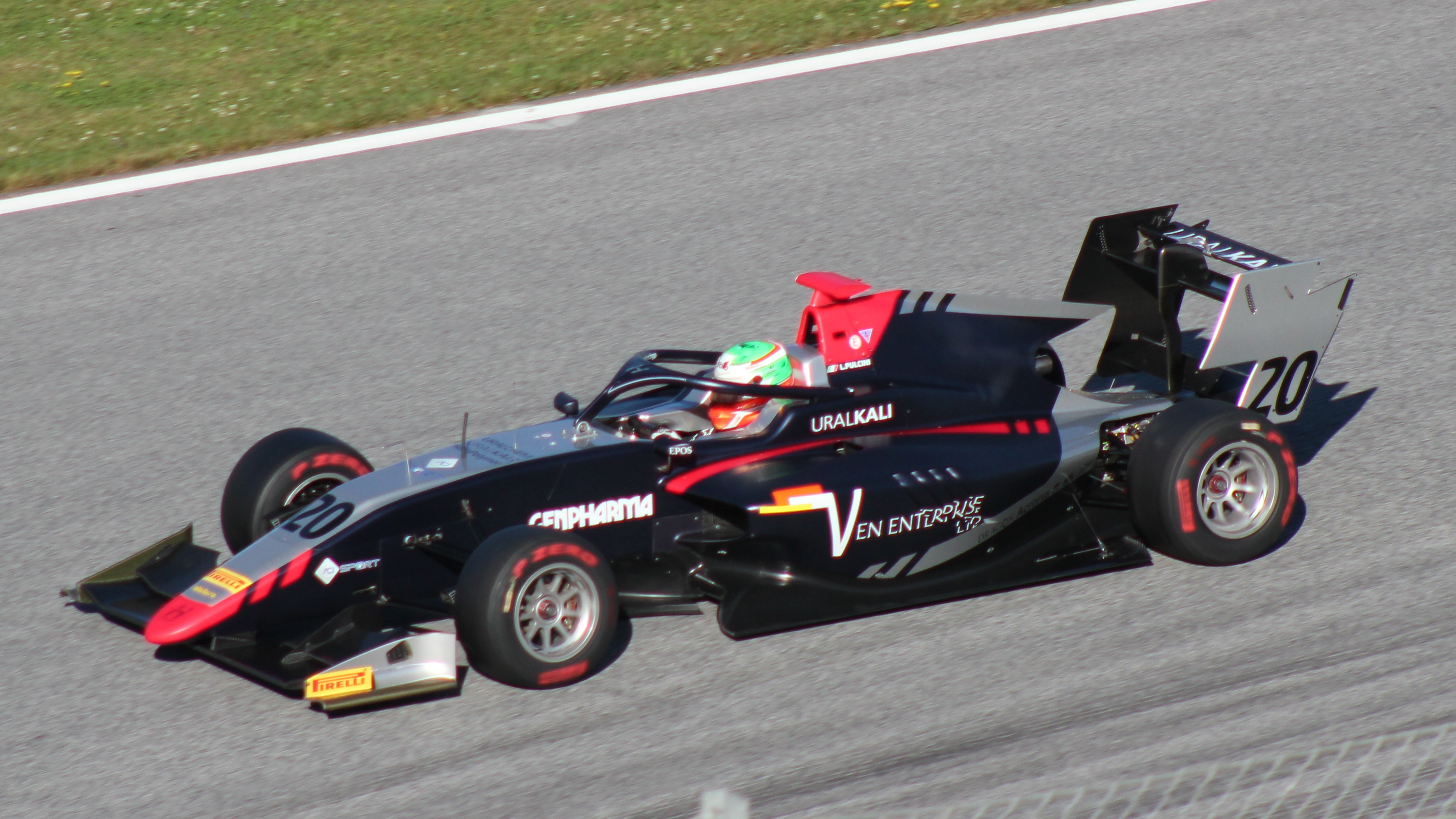
Leonardo Pulcini nel 2019 con il team Hitech Grand Prix

Per il 2017 passa al campionato GP3 Series a cui partecipa con la scuderia Arden International. Riesce ad ottenere un podio nella prima gara a Barcellona, ma si trova in difficoltà nel resto della stagione, in cui conquista soltanto un altro piazzamento a punti. Nella stagione successiva affronta il suo secondo anno nella categoria, ma passa al team Campos. La stagione si rivela essere molto migliore della precedente. Il pilota italiano ottiene due vittorie; la prima a Soči e la seconda a Yas Marina, ottiene altri cinque podi in totale e termina la stagione al quarto posto in classifica generale, dietro ai tre piloti del ART Grand Prix; Anthoine Hubert, Nikita Mazepin e Callum Ilott.
Per la stagione 2019 partecipa al neonato Campionato FIA di Formula 3 con il team Hitech Grand Prix. Dopo un inizio eludente, sul Circuito di Silverstone arriva la sua prima e unica vittoria nella serie davanti a Jehan Daruvala e Robert Švarcman. Al Hungaroring ottiene un ottimo secondo posto dietro a Marcus Armstrong, a fine stagione chiude al ottavo posto in classifica generale.
Nel 2020 torna nella serie solo per il round di Catalogna dove corre per il team Carlin Buzz Racing in sostituzione di Ben Barnicoat.

### Gran Turismo

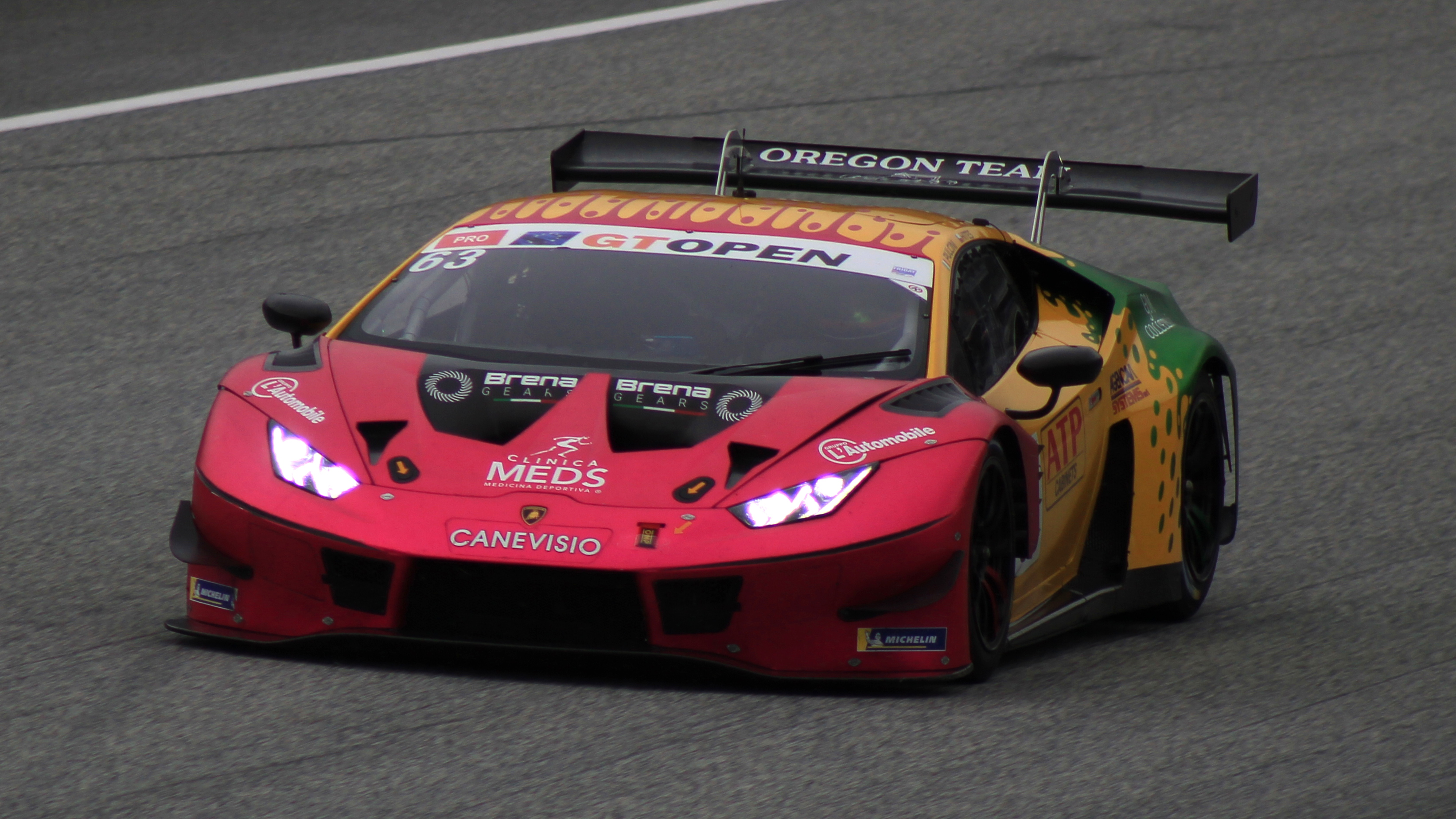
Leonardo Pulcini nel 2022 alla guida della Lamborghini Huracán GT3 Evo

Nel 2020 prende parte alle corse Endurance del Campionato Italiano Gran Turismo, guidando una la Lamborghini Huracán GT3 Evo con Raffaele Giammaria. Pur avendo poca esperienza ottiene un secondo posto a Vallelunga e chiude ottavo in classifica assoluti. Nel 2021 lascia definitivamente le corse in monoposto, impegnandosi esclusivamente alle corse di Gran Turismo (GT). Pulcini si iscrive al Lamborghini Super Trofeo Europe, serie monomarca del costruttore italiano. Grazie alla sua esperienza e velocità, Leonardo vince il campionato.
L'anno seguente diventa membro del programma Young Driver e GT3 Junior di Lamborghini e si unisce al team ufficiale, Oregon Team per partecipare all'International GT Open. Il pilota italiano con Benjamin Hites ottengono quattro vittorie e si laureano campioni nella serie.
Il 13 dicembre 2022, Pulcini viene annunciato come pilota ufficiale della Lamborghini. Nel 2023, il pilota italiano prende parte all'Endurance Cup del GT World Challenge Europe con il team Iron Lynx. Nella serie ottiene il secondo posto di classe nella corsa del Nürburgring e la Pole pe la gara di Barcellona. Pulcini chiude la stagione al ottavo posto nella classe Gold. Lo stesso anno, con il team Oregon Team prende parte a un round del Campionato Italiano GT insieme ad'Alessio Deledda.
Per la stagione 2024 rimane legato al team Iron Lynx, Pulcini corre la sua prima 12 Ore di Sebring. Inoltre, viene confermato dal team italiano nella GT World Challenge Europe.

## Risultati

### Riassunto della carriera
| Stagione | Campionato                      | Squadra                 | Gare | Vittorie | Pole | GPV | Podi | Punti | Pos. |
| -------- | ------------------------------- | ----------------------- | ---- | -------- | ---- | --- | ---- | ----- | ---- |
| 2014     | F4 Italiana                     | DAV Racing              | 21   | 0        | 0    | 0   | 6    | 187   | 4º   |
| 2014     | Euroformula Open                | DAV Racing              | 4    | 0        | 0    | 0   | 0    | 14    | 19º  |
| 2014     | Formula 3 spagnola              | DAV Racing              | 2    | 0        | 0    | 0   | 0    | 0     | NC†  |
| 2015     | Euroformula Open                | DAV Racing              | 16   | 1        | 0    | 0   | 2    | 91    | 9º   |
| 2015     | Formula 3 spagnola              | DAV Racing              | 6    | 0        | 0    | 0   | 0    | 22    | 9º   |
| 2015     | Auto GP 2015                    | FMS Racing              | 2    | 0        | 0    | 0   | 1    | 27    | 5º‡  |
| 2016     | Euroformula Open                | Campos Racing           | 16   | 7        | 3    | 8   | 13   | 303   | 1º   |
| 2016     | Formula 3 spagnola              | Campos Racing           | 6    | 1        | 1    | 4   | 5    | 105   | 1º   |
| 2017     | GP3 Series                      | Arden International     | 15   | 0        | 0    | 1   | 1    | 20    | 14º  |
| 2018     | GP3 Series                      | Campos Racing           | 18   | 2        | 1    | 2   | 5    | 156   | 4º   |
| 2019     | Formula 3                       | Hitech Grand Prix       | 16   | 1        | 0    | 0   | 2    | 78    | 8º   |
| 2020     | GT Italia - Endurance           | Vincenzo Sospiri Racing | 4    | 0        | 0    | 0   | 1    | 27    | 8º   |
| 2020     | Formula 3                       | Carlin Buzz Racing      | 2    | 0        | 0    | 0   | 0    | 0     | 33º  |
| 2021     | Lamborghini Super Trofeo Europe | Oregon Team             | 12   | 3        | ?    | ?   | ?    | ?     | 1º   |
| 2022     | International GT Open           | Oregon Team             | 13   | 4        | 0    | 0   | 7    | 128   | 1º   |
| 2023     | GTWCE Endurance Cup (Gold Cup)  | Iron Lynx               | 5    | 0        | 1    | 0   | 1    | 44    | 8º   |
| 2023     | Campionato Italiano GT          | Oregon Team             | 2    | 0        | 0    | 0   | 0    | 6     | NC†  |

‡ Posizione al momento della cancellazione della stagione.

† In quanto pilota ospite, non aveva diritto a prendere punti.

* Stagione in corso.

### Risultati in Formula 4 italiana
| Stagione | Scuderia                 | Vettura        | ADR | ADR | ADR | IMO | IMO | IMO | MUG | MUG | MUG | MAG | MAG | MAG | VAL | VAL | VAL | MNZ | MNZ | MNZ | IMO | IMO | IMO | Punti | Pos. |
| -------- | ------------------------ | -------------- | --- | --- | --- | --- | --- | --- | --- | --- | --- | --- | --- | --- | --- | --- | --- | --- | --- | --- | --- | --- | --- | ----- | ---- |
| 2014     | Fortec Italia Motorsport | Tatuus F4-T014 | 8   | 4   | 2   | 3   | 5   | 5   | 2   | 3   | 14  | 2   | 7   | 2   | 6   | 5   | 5   | Rit | Rit | 9   | 3   | Rit | 2   | 187   | 4º   |
| Legenda  |                          |                |     |     |     |     |     |     |     |     |     |     |     |     |     |     |     |     |     |     |     |     |     |       |      |

### Risultati in Euroformula Open
| Stagione | Scuderia      | Vettura      | NÜR | NÜR | ALG | ALG | JER | JER | HUN | HUN | SIL | SIL | SPA | SPA | MNZ | MNZ | CAT | CAT | Punti | Pos. |
| -------- | ------------- | ------------ | --- | --- | --- | --- | --- | --- | --- | --- | --- | --- | --- | --- | --- | --- | --- | --- | ----- | ---- |
| 2014     | DAV Racing    | Dallara F312 |     |     |     |     |     |     |     |     |     |     | NP  | NP  |     |     | 7   | 8   | 14    | 19º  |
| Stagione | Scuderia      | Vettura      | JER | JER | LEC | LEC | EST | EST | SIL | SIL | RBR | RBR | SPA | SPA | MNZ | MNZ | CAT | CAT | Punti | Pos. |
| 2015     | DAV Racing    | Dallara F312 | Rit | Rit | 18  | 11  | 9   | 5   | Rit | 4   | 1   | 5   | 3   | Rit | 10  | 7   | 6   | NP  | 91    | 9º   |
| Stagione | Scuderia      | Vettura      | EST | EST | SPA | SPA | LEC | LEC | SIL | SIL | RBR | RBR | MNZ | MNZ | JER | JER | CAT | CAT | Punti | Pos. |
| 2016     | Campos Racing | Dallara F312 | 1   | 2   | 2   | 1   | 2   | 1   | 1   | 17  | 4   | 2   | 1   | 1   | 2   | 1   | 16  | 3   | 303   | 1º   |
| Legenda  |               |              |     |     |     |     |     |     |     |     |     |     |     |     |     |     |     |     |       |      |

### Risultati in Auto GP
| Stagione | Scuderia   | Vettura     | HUN | HUN | SIL | SIL | LEC                                                | ZND                                                | BRN                                                | CAT                                                | Punti | Pos. |
| -------- | ---------- | ----------- | --- | --- | --- | --- | -------------------------------------------------- | -------------------------------------------------- | -------------------------------------------------- | -------------------------------------------------- | ----- | ---- |
| 2015     | FMS Racing | Lola B05/52 | 4   | 2   |     |     | Cancellate a causa dello scarso numero di iscritti | Cancellate a causa dello scarso numero di iscritti | Cancellate a causa dello scarso numero di iscritti | Cancellate a causa dello scarso numero di iscritti | 27    | 5º   |
| Legenda  |            |             |     |     |     |     |                                                    |                                                    |                                                    |                                                    |       |      |

### Risultati in GP3 Series
| Stagione | Scuderia            | Vettura        | CAT | CAT | RBR | RBR | SIL | SIL | HUN | HUN | SPA | SPA | MNZ | MNZ | JER | JER | YMC | YMC |     |     | Punti | Pos. |
| -------- | ------------------- | -------------- | --- | --- | --- | --- | --- | --- | --- | --- | --- | --- | --- | --- | --- | --- | --- | --- | --- | --- | ----- | ---- |
| 2017     | Arden International | Dallara GP3/16 | 2   | 17  | Rit | 14  | 11  | 12  | 15  | 10  | 11  | 11  | Rit | C   | 14  | 11  | 17  | Rit |     |     | 20    | 14º  |
| Stagione | Scuderia            | Vettura        | CAT | CAT | LEC | LEC | RBR | RBR | SIL | SIL | HUN | HUN | SPA | SPA | MNZ | MNZ | SOC | SOC | YMC | YMC | Punti | Pos. |
| 2018     | Campos Racing       | Dallara GP3/16 | 4   | 9   | 4   | 8   | 2   | 3   | 6   | 6   | 2   | 4   | 15  | Rit | 14  | 7   | 1   | 8   | 1   | 12  | 156   | 4º   |
| Legenda  |                     |                |     |     |     |     |     |     |     |     |     |     |     |     |     |     |     |     |     |     |       |      |

### Risultati in Formula 3
| Stagione | Scuderia           | CAT | CAT | LEC | LEC | RBR | RBR | SIL | SIL | HUN | HUN | SPA | SPA | MNZ | MNZ | SOC | SOC |     |     | Punti | Pos. |
| -------- | ------------------ | --- | --- | --- | --- | --- | --- | --- | --- | --- | --- | --- | --- | --- | --- | --- | --- | --- | --- | ----- | ---- |
| 2019     | Hitech Grand Prix  | 20  | 21  | Rit | 12  | 9   | 5   | 4   | 1   | 7   | 2   | 7   | 7   | 10  | 6   | 4   | 16  |     |     | 78    | 8º   |
| Stagione | Scuderia           | RBR | RBR | RBR | RBR | HUN | HUN | SIL | SIL | SIL | SIL | CAT | CAT | SPA | SPA | MNZ | MNZ | MUG | MUG | Punti | Pos  |
| 2020     | Carlin Buzz Racing |     |     |     |     |     |     |     |     |     |     | 16  | 24  |     |     |     |     |     |     | 0     | 33º  |
| Legenda  |                    |     |     |     |     |     |     |     |     |     |     |     |     |     |     |     |     |     |     |       |      |

### Risultati Gran Premio di Macao
| Anno | Team          | Vettura         | Q   | GQ  | Gara |
| ---- | ------------- | --------------- | --- | --- | ---- |
| 2019 | Campos Racing | Dallara F3 2019 | 25º | 10º | Rit  |

### Risultati nell'International GT Open
| Stagione | Scuderia    | Vettura                     | EST | EST | LEC | LEC | SPA | HUN | HUN | RBR | RBR | MNZ | MNZ | CAT | CAT | Punti | Pos. |
| -------- | ----------- | --------------------------- | --- | --- | --- | --- | --- | --- | --- | --- | --- | --- | --- | --- | --- | ----- | ---- |
| 2022     | Oregon Team | Lamborghini Huracán GT3 Evo | 1   | 1   | 8   | 6   | 1   | 8   | 13  | 2   | 1   | 8   | 2   | 2   | 5   | 128   | 1º   |
| Legenda  |             |                             |     |     |     |     |     |     |     |     |     |     |     |     |     |       |      |

### 12 Ore di Sebring
| Anno | Squadra   | Co-piloti                         | Vettura                       | Classe  | Giri | Pos. Assol. | Pos. di Classe |
| ---- | --------- | --------------------------------- | ----------------------------- | ------- | ---- | ----------- | -------------- |
| 2024 | Iron Lynx | Matteo Cressoni Claudio Schiavoni | Lamborghini Huracán GT3 Evo 2 | GTD Pro | 316  | 25°         | 6°             |

## Riconoscimenti e onorificenze
- 2013 - ItaliaRacing, Kartista Italiaracing 2013[27].
- 2016 - Autosprint, Casco di Bronzo Tricolore 2016 per i risultati ottenuti in Euroformula Open[28].
- 2016 - ACI, Premio Michele Alboreto 2016[29].
- 2016 - ItaliaRacing, Pilota Italiaracing 2016 come miglior pilota italiano nelle serie addestrative (F3, F.Renault e F4)[30].